# Charkowska Rada Obwodowa
Charkowska Rada Obwodowa (ukr. Харківська обласна рада) – organ obwodowego samorządu terytorialnego w obwodzie charkowskim Ukrainy, reprezentujący interesy mniejszych samorządów – rad rejonowych, miejskich, osiedlowych i wiejskich, w ramach konstytucji Ukrainy oraz udzielonych przez rady upoważnień. Siedziba Rady znajduje się w Charkowie.

## Przewodniczący Rady
- Ołeksandr Maselśkyj (do 21 kwietnia 1992)
- Wołodymyr Tiahło (21 kwietnia 1992 – czerwiec 1994)
- Ołeksandr Maselśkyj (26 czerwca 1994 – 12 kwietnia 1996)
- Wołodymyr Tiahło (lipiec 1996 – luty 2002)
- Ołeksij Kolesnik (6 kwietnia 2002 – 8 grudnia 2004)
- Jewhen Kusznariow (8 grudnia 2004 – 27 stycznia 2005)
- Ołeh Szapowałow (15 lutego 2005 – 28 kwietnia 2006)
- Wasyl Sałyhin (28 kwietnia 2006 – 7 października 2008)
- Serhij Czernow (7 października 2008 – 11 grudnia 2020)
- Artur Towmasjan (11 grudnia 2020[2] – 19 sierpnia 2021[3])
- Tacjana Jegorowna-Lucenko (od 19 sierpnia 2021[3])